# Michele del Tavolaccino
Michele del Tavolaccino detto Scoronconcolo (... – fl. 1539) è stato un avventuriero italiano, noto per aver concorso con Lorenzino de' Medici nell'assassinio del duca Alessandro nel 1537.
Della sua vita non si hanno molte notizie: era molto probabilmente originario di San Piero a Sieve e qui ebbe anche il suo rifugio, ricavato nella vecchia torre di guardia ormai in disuso che domina la Piazza del borgo, che ancora oggi è chiamata Torre dello Scoronconcolo. Nel 1539, dopo l'omicidio, fu costretto ad arruolarsi nelle galere dell'ordine gerosolimitano in guerra contro i Turchi.